# Lumières noires (recueil)
Cet article concerne le recueil de nouvelles de N. K. Jemisin. Pour le film documentaire français réalisé en 2006, voir Lumières noires.
Lumières noires (titre original : How Long 'til Black Future Month?) est un recueil de nouvelles de fantasy et de science-fiction de N. K. Jemisin publié en 2018 puis traduit en français et paru aux éditions J'ai lu en 2019. Ce recueil est le premier de cette autrice et il a reçu le prix Locus du meilleur recueil de nouvelles 2019. Son titre est celui d'un essai de l'autrice sur l'afrofuturisme écrit en 2013 et non inclus dans l'ouvrage.

## Contenu
- Ceux qui restent et qui luttent, 2019 ((en) The Ones Who Stay and Fight, 2018)
- Grandeur naissante, 2019 ((en) The City Born Great, 2016)
- La Sorcière de la terre rouge, 2019 ((en) Red Dirt Witch, 2016)
- L'Alchimista, 2019 ((en) L'Alchimista, 2014)
- Le Moteur à effluent, 2019 ((en) The Effluent Engine, 2011)
- Nuages dragons, 2019 ((en) Cloud Dragon Skies, 2005)
- La Fille de Troie, 2019 ((en) The Trojan Girl, 2011)
- Major de promotion, 2019 ((en) Valedictorian, 2012)
- Le Remplaçant du conteur, 2019 ((en) The Storyteller’s Replacement, 2018)
- Les Épouses du ciel, 2019 ((en) The Brides of Heaven, 2007)
- Les Évaluateurs, 2019 ((en) The Evaluators, 2017)
- Vigilambule, 2019 ((en) Walking Awake, 2014)
- La Danseuse de l'ascenseur, 2019 ((en) The Elevator Dancer, 2018)
- Cuisine des Mémoires, 2019 ((en) Cuisine des Mémoires, 2018)
- Avide de pierre, 2019 ((en) Stone Hunger, 2014)Situé dans l'univers de la série Les Livres de la terre fracturée
- Les Berges de la Lex, 2019 ((en) On the Banks of the River Lex, 2010)
- Le Narcomancien, 2019 ((en) The Narcomancer, 2007)Situé dans l'univers de la série The Dreamblood
- Henôsis, 2019 ((en) Henosis, 2017)
- Trop d'hiers, manque de demains, 2019 ((en) Too Many Yesterdays, Not Enough Tomorrows, 2004)
- MétrO, 2019 ((en) The You Train, 2007)
- Prohabilités non-nulles, 2019 ((en) Non-Zero Probabilities, 2009)
- Pécheurs, saints, spectres et dragons - la cité engloutie sous les eaux immobiles, 2019 ((en) Sinners, Saints, Dragons, and Haints, in the City Beneath the Still Waters, 2010)

## Éditions
- How Long 'til Black Future Month?, Orbit, 27 octobre 2018, 400 p.  (ISBN 978-0-316-49134-1)
- Lumières noires, J'ai lu, coll. « Nouveaux Millénaires », 2 octobre 2019, trad. Michelle Charrier, 384 p.  (ISBN 978-2-290-21045-1)